# Dicranota forceps
Dicranota forceps är en tvåvingeart som först beskrevs av Alexander 1924.  Dicranota forceps ingår i släktet Dicranota och familjen hårögonharkrankar. Inga underarter finns listade i Catalogue of Life.